# 马岭河大桥
马岭河大桥 是中国贵州省黔西南布依族苗族自治州兴义市的一座高241米的斜拉桥，承载 汕昆高速跨过马岭河（南盘江的一条支流）。截至2012年，这座桥仍是世界上最高的25座桥之一。